# Luis Santaló

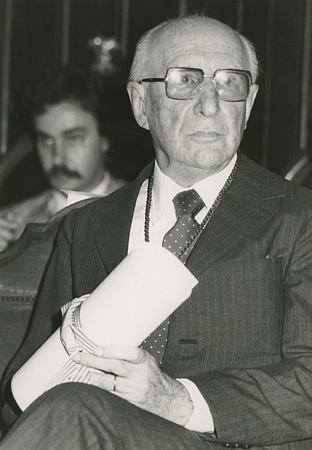
Luis Antoni Santaló Sors, 1986

Luis Antoni Santaló Sors (* 9. Oktober 1911 in Girona; † 22. November 2001 in Buenos Aires) war ein spanisch-argentinischer Mathematiker, der für Beiträge zur Integralgeometrie bekannt ist.
Santaló studierte an der Universität Madrid (unter anderem bei Julio Rey Pastor) und der Universität Hamburg, wo er bei dem berühmten Geometrie-Spezialisten Wilhelm Blaschke 1936 promoviert wurde. In der Folge des spanischen Bürgerkriegs (er war in der Luftwaffe der unterlegenen Republikaner) zog er 1939 nach Argentinien, wo er Professor an verschiedenen Universitäten war, zuerst an der Universidad Nacional del Litoral, wo er 1939 bis 1948 unter Beppo Levi stellvertretender Direktor des Mathematischen Instituts war. 1948 war er Gastprofessor in Chicago und Princeton. 1949 wurde er Professor an der Nationaluniversität von La Plata und der Universität Buenos Aires. Seit 1956 lehrte er nur noch an letzterer. Er nahm auch die argentinische Staatsbürgerschaft an.
Er befasste sich insbesondere mit Integralgeometrie (der Lehre unter den Symmetriegruppen des Raumes invarianter geometrischer Maße), die ihren Ursprung in Buffons Nadelproblem hat und zu deren Begründern sein Lehrer Blaschke gehörte. Unter anderem bewies er 1949 den allgemeinen Fall der Blaschke-Santaló-Ungleichung (Blaschke hatte den zwei- und dreidimensionalen Fall bewiesen). Sie drückt aus, dass die Ellipse maximales Produktvolumen unter allen zentralsymmetrischen konvexen Körpern hat (wobei die Produkte der Volumina des Körpers und seines zugehörigen polaren Körpers gebildet werden). Neben Integralgeometrie befasste er sich mit geometrischer Wahrscheinlichkeitstheorie, Geometrie der Zahlen, Differentialgeometrie, konvexer Geometrie und vereinheitlichten Feldtheorien der Physik.
Er erhielt den Prinz-von-Asturien-Preis und den Preis Bernardo Houssay der Organisation Amerikanischer Staaten. 1950 war er Invited Speaker auf dem Internationalen Mathematikerkongress (ICM) in Cambridge (Massachusetts) (Integral geometry in general spaces). Er war Ehrendoktor der Autonomen Universität Barcelona und der Universität Sevilla.
Er gehörte zeitweise der argentinischen Atomenergiekommission an und war Mitglied des nationalen argentinischen Rates für Wissenschaft und Technik. Er war Präsident der interamerikanischen Kommission für Mathematikpädagogik. Er veröffentlichte auch über Mathematikpädagogik und über die Geschichte der Mathematik in Argentinien.

## Schriften
- Historia de la Aeronautica, Buenos Aires 1946
- mit Rey Pastor Geometria integral, Buenos Aires 1951
- Introduction to Integral Geometry, Paris, Herman 1953
- La Probabilidad y sas aplicaciones, Buenos Aires 1955
- mit Balanzat, Rey Pastor Geometria analitica, Buenos Aires 1955
- Geometrias no-euclidianas, Editorial Universitaria de Buenos Aires (Eudeba), 1961
- Vectores y Tensores, Eudeba 1961
- Geometria proyectiva, Eudeba 1966
- Espacios vectoriales y geometria analitica, Monografias de la OEA, Washington D.C., 1965
- Probilidad e Inferencia Estadistica, Monografias de la OEA, Washington D.C., 1970
- La Matematica en la Escuela Secundaria, Eudeba 1966
- Integral Geometry and geometric probability, Encyclopedia of Mathematics and its Applications, Addison-Wesley 1976
- Geometria Espinorial, Instituto Argentino de Matematica, CONICET, Buenos Aires 1976
- La Educacion Matematica, Barcelona 1975
- Vectores y tensores con sus aplicaciones, 1977
- Evolucion de las Ciencias en la Republica Argentina, Band 1 (Mathematik), Buenos Aires 1975
- Selected Works, Springer Verlag 2009